# Plougastel-Daoulas
Plougastel-Daoulas (en bretó Plougastell-Daoulaz) és un municipi francès, situat a la regió de Bretanya, al departament de Finisterre. L'any 2006 tenia 12.880 habitants. Està situada a la rada de Brest, a la desembocadura de l'Elorn. Forma part de la comunitat urbana de Brest Métropole Océane.

## Llengua
El 28 de d'octubre de 2005 el consell municipal va aprovar la carta Ya d'ar brezhoneg. A l'inici del curs 2007 el 17,3% dels alumnes del municipi eren matriculats a la primària bilingüe.

## Demografia
| Evolució de la població Cassini |      |       |       |       |       |       |       |       |
| 1793                            | 1800 | 1806  | 1821  | 1831  | 1836  | 1841  | 1846  | 1851  |
| 4 059                           | -    | 4 660 | 5 111 | 5 515 | 5 863 | 5 731 | 5 999 | 6 065 |

| 1856  | 1861  | 1866  | 1872  | 1876  | 1881  | 1886  | 1891  | 1896  |
| ----- | ----- | ----- | ----- | ----- | ----- | ----- | ----- | ----- |
| 5 970 | 6 090 | 6 282 | 6 315 | 6 506 | 6 857 | 7 009 | 7 162 | 7 655 |

| 1901  | 1906  | 1911  | 1921  | 1926  | 1931  | 1936  | 1946  | 1954  |
| ----- | ----- | ----- | ----- | ----- | ----- | ----- | ----- | ----- |
| 7 677 | 7 733 | 7 874 | 7 065 | 6 965 | 6 914 | 6 726 | 6 894 | 6 945 |

| 1962  | 1968  | 1975  | 1982  | 1990   | 1999   | 2006   | 2011 | 2016 |
| ----- | ----- | ----- | ----- | ------ | ------ | ------ | ---- | ---- |
| 6 726 | 7 075 | 8 138 | 9 581 | 11 139 | 12 248 | 12 880 | -    | -    |

| 2019 | - | - | - | - | - | - | - | - |
| ---- | - | - | - | - | - | - | - | - |
| -    | - | - | - | - | - | - | - | - |

## Administració
| Període | Identitat     | Partit |
| ------- | ------------- | ------ |
| 2001-   | Dominique Cap | UMP    |

## Personatges il·lustres
- Yvon Gourmelon, escriptor en bretó.